# 만들어진 신
《만들어진 신》(영어: The God Delusion, 신이라는 망상)은 리처드 도킨스가 쓴 책으로, 과학적 논증을 통해 신은 존재하지 않는다는 무신론을 펼치면서, 종교(인격화된 신을 숭배하는 종교)에 대해 문제를 제기하고 있다.
그는 자신의 다른 저서들과 마찬가지로 초자연적 창조주는 존재하지 않는다고 하면서, 로버트 피시그의 말을 인용하며 종교에 대해 다음과 같이 말한다. “누군가 망상에 시달리면 정신이상이라고 한다. 다수가 망상에 시달리면 종교라고 한다.” 그리고 종교가 없는 우리 세상을 상상해 보라고 리처드 도킨스는 외친다. 그러한 세계는 자살 폭탄 테러범도 없고, 9.11 테러도 없고, 십자군도 없고, 마녀 사냥도 없을 것이라 단언한다.
2007년 9월을 기준으로 전 세계에 백만 권이 팔렸으며, 2006년 11월 아마존닷컴 베스트셀러 2위에 기록되었고 2006년 12월 초에 뉴욕타임즈 베스트셀러에 선정되었다. 리처드 도킨스, 무신론이란 두 요소의 결합은 수많은 찬사와 비평을 불렀다.

## 배경
예전의 책에서는 진화론이 생명의 처음과 오늘을 충분히 설명할 수 있다는 차원에서 전개되었다면, 만들어진 신에서는 앞선 논의를 확대시키며 초자연적 창조주로 여겨지는 신의 존재를 부정하고 무신론적 논지를 광범위하게 펼쳐 나간다. 그는 만들어진 신과 같은 무신론적 책을 오랫동안 저술하고 싶었으나 출판사에서 만류하는 바람에 책을 펴내지 못했다. 그러나 개신교 특히 기독교 우파진영에 열성적인 미국 대통령 “부시의 4년”을 겪고 나서 도킨스는 책을 펴기로 마음을 먹었다. 또한 샘 해리스나 크리스토퍼 히친스 등이 종교에 대한 공격적인 책을 펴낸 것도 저술에 영향을 준 요소이기도 했다.

## 요지와 중심 주제
도킨스는 네 가지의 (그가 명명한) “의식을 일깨우는” 내용을 전한다.
- 무신론자는 행복하고 균형 잡히고 도덕적이며 지적으로 충만하다.
- 진화론과 여타 과학적 이론들은 “신 가설(God hypothesis - 신은 존재한다. 그는 지적 설계론도 한데 묶어 비판한다)”보다 우주와 생명에 대한 설명력이 뛰어나다.
- 아이에게 부모가 믿는 종교의 꼬리표를 붙여서는 안 된다.
- 무신론자는 위축될 필요가 없다. 오히려 무신론자라는 것은 건강하다는 증거이며 자부심을 가져야 한다.

## 같이 보기
- 《이기적 유전자》